# Капалер (Бергамо)
Капалер је насеље у Италији у округу Бергамо, региону Ломбардија.
Према процени из 2011. у насељу је живело 30 становника. Насеље се налази на надморској висини од 464 м.